# Provence (traghetto)
Il Provence è stato un traghetto, appartenuto alla SNCM dal 1974 al 1989.

## Servizio
Dopo essere stato varato il 6 agosto 1972 nel cantiere navale di Pietra Ligure con il nome di Provence, viene trasferito il 15 aprile 1974 al cantiere navale Compagnie Générale d'Entretien et de Réparation di Le Havre, in seguito al fallimento del cantiere italiano, dove viene completato.
Nel giugno dello stesso anno viene consegnato alla Compagnie Générale Transméditerranéenne e prende servizio a partire dal 13 giugno sulla Nizza-Ajaccio in sostituzione del Kairouan.

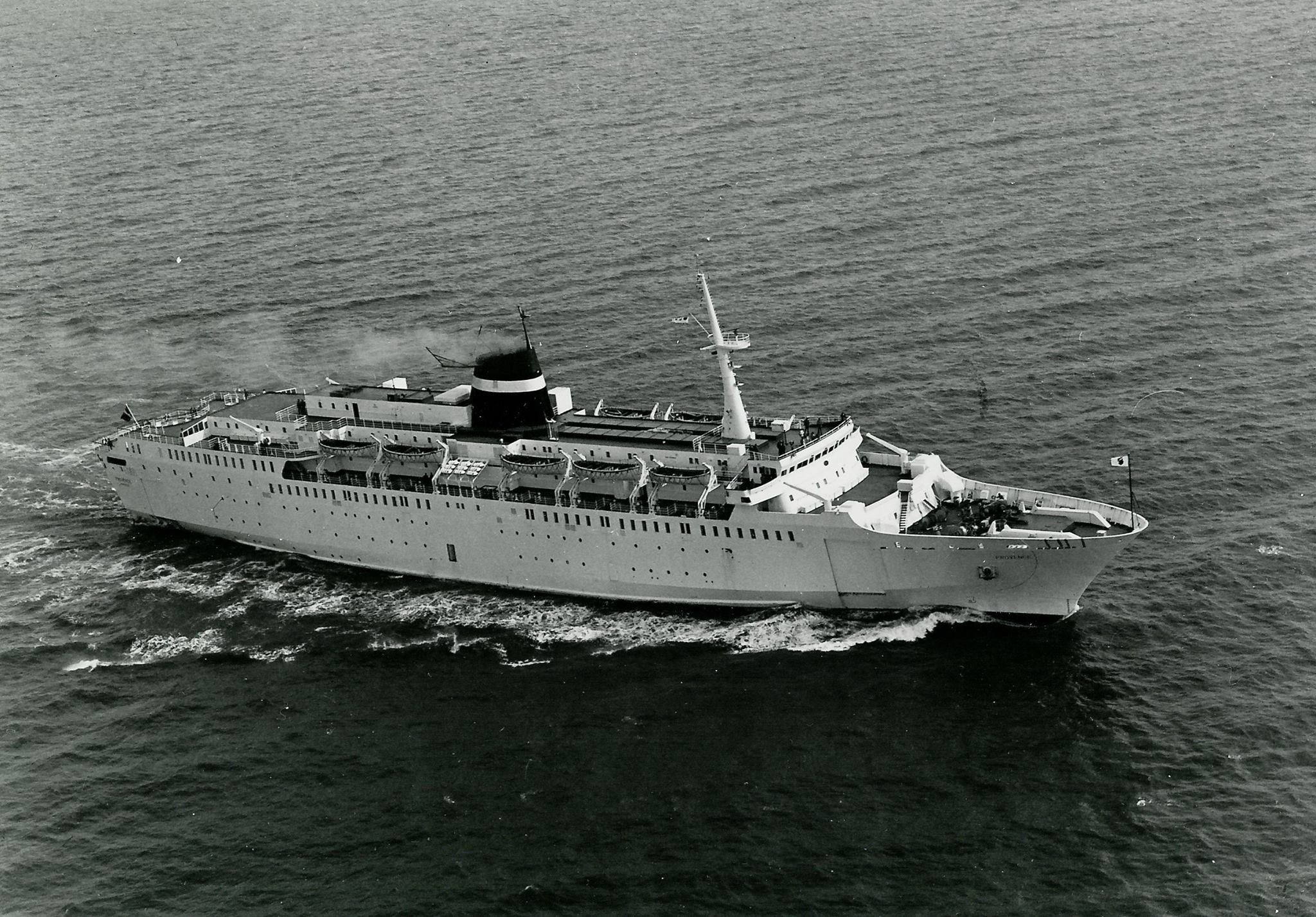
Il Provence in navigazione nel 1975.

Nel 1989, con l'entrata in servizio del nuovo Danielle Casanova, viene venduto alla greca Arkadia Lines e ribattezzato Poseidon Express.
Nel 1994 viene venduto alla Nomicos Lines.
Il 19 aprile 1996, durante l'avvicinamento al porto di Paros, entra in collisione con una barriera corallina in seguito ad una manovra evasiva per evitare la collisione con il Naias Express, affondando.
Il 2 luglio successivo il relitto viene recuperato e rimorchiato nella baia di Eleusi.
L'8 dicembre ne viene dichiarata la perdita totale.
Ad agosto 1997 viene venduto per la demolizione alla Beacon Marine Enterprises e ribattezzato Bel Air, giungendo ad Aliağa il 31 luglio 1999, dove viene smantellato.